# Apol·lodor el boig
Apol·lodor el boig (en llatí Apollodorus, en grec antic Ἀπολλόδωρος fou un escultor grec que va fer diverses estàtues en bronze.
Sovint creava una estàtua i quan l'acabava la trencava a trossos per la qual cosa se li va donar el malnom de "el boig". Segons Plini el Vell, l'escultor Silanió el va representar com un boig, i segurament va ser el seu contemporani. Per tant, va viure a la segona meitat del segle iv aC. Plini diu també que va fer estàtues de bronze de filòsofs.